# چاه چنار (سیرجان)
 چاه‌چنار، روستایی از توابع بخش گلستان شهرستان سیرجان در استان کرمان است.

## جمعیت
این آبادی در دهستان گلستان قرار دارد و براساس سرشماری مرکز آمار ایران در سال ۱۳۹۵، جمعیت آن ۱۵ نفر (۶ خانوار) بوده‌است.